# Close Your Eyes (Racoon)
Close Your Eyes is een nummer van de Nederlandse band Racoon uit 2007. Het nummer staat op de soundtrack van de film Kicks.
Als dank aan hun fans bood Racoon begin 2007 twee nog niet eerder uitgebrachte tracks gratis aan. Een van de singles was "Close Your Eyes". Het nummer is een ballad die gaat over het feit dat er altijd lichtpuntjes in het leven zijn, ook als het lijkt alsof alles tegenzit. Het bereikte de 26e positie in de Nederlandse Top 40.